# Adoração

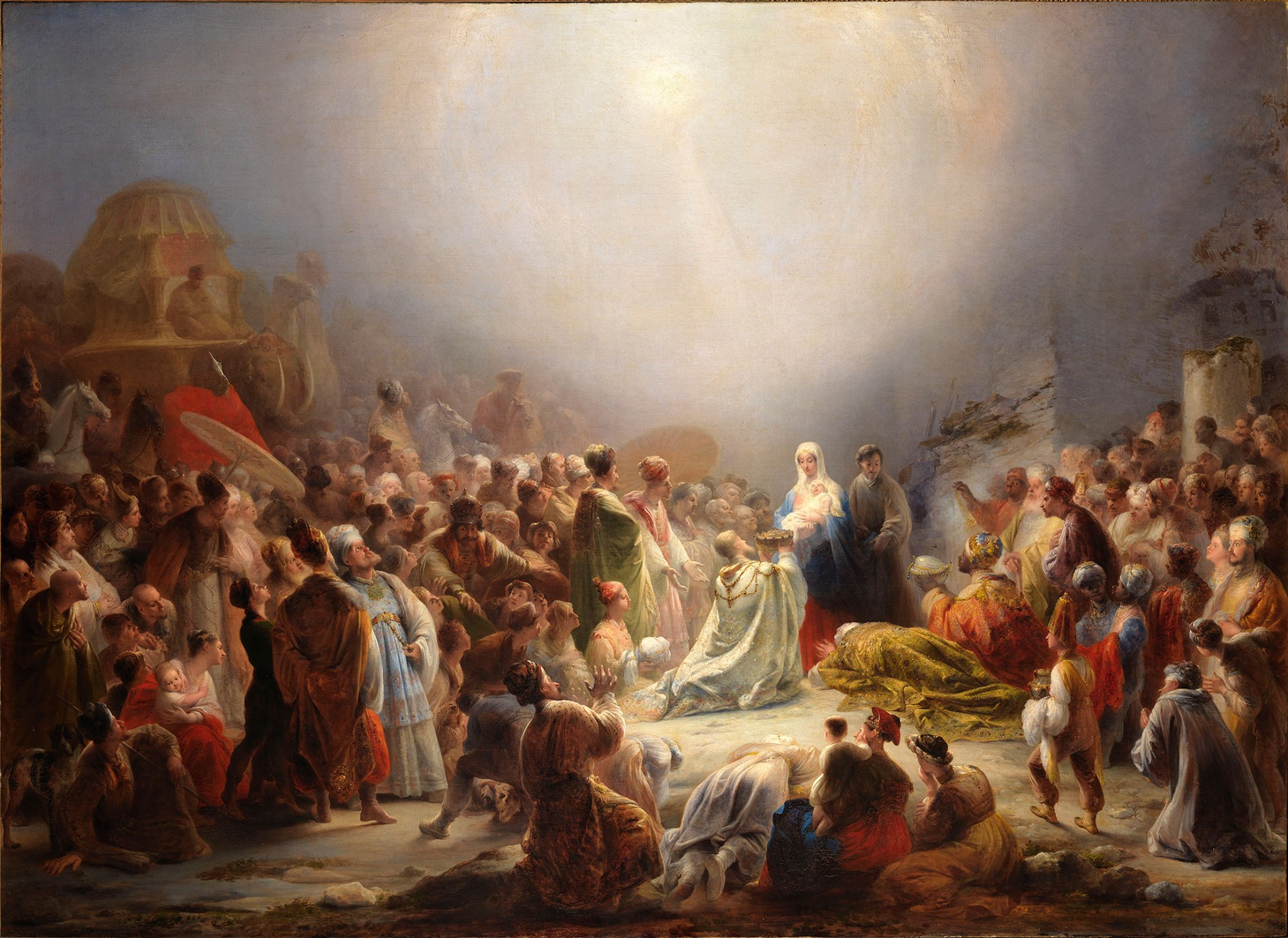
"Adoração dos Magos", pintura de 1828 de Domingos Sequeira.

Adoração (do termo latino adoratione) é o ato de gostar de modo intenso, podendo ter ou não conotação religiosa. Está geralmente relacionado a um extremo respeito, reverência, forte admiração ou devoção em relação a determinada pessoa, lugar ou coisa. Na arte, o termo costuma se referir a uma pintura que represente a adoração dos Reis Magos ao menino Jesus.

## Sentido religioso
A adoração constitui o reconhecimento humilde e incondicional da absoluta sublimidade e grandiosidade de Deus sobre todas as criaturas.

## Roma Antiga
Na Roma Antiga, a adoração foi principalmente um ato de homenagem ou de culto. Às vezes, beijavam-se os pés ou joelhos das imagens dos próprios deuses. Por uma transição natural da homenagem, a princípio destinada a seres divinos, ela passou a ser dedicada aos monarcas. Assim, adoravam-se os monarcas gregos e romanos curvando-se ou ajoelhando-se diante dos mesmos.

## Judaísmo e o Antigo Testamento
Os judeus praticavam a adoração. O culto de adoração pelos judeus se dirigia a Javé, o Deus de Israel, o Deus Eterno, cujo nome significa "Eu Sou Aquele que Sou". No entanto, em regiões circunvizinhas, na mesma época em que povo judeu habitava Israel e adorava o Deus Eterno, existiam também diversos povos tidos como pagãos, aqueles que não adoravam o Deus de Israel, e que depositavam sua crença em diversos deuses, geralmente na forma de imagem de escultura. Para o povo judeu, esses deuses eram cultuados em substituição ao Deus Eterno, por isso o povo de Israel buscava se distanciar do povo pagão, obtendo, assim, costumes e hábitos diferentes, pois, sendo diferentes, haveria um risco menor de se juntarem e partilharem da mesma cultura. Entre o povo pagão, era costume o se ajoelhar e o beijar em conjunto com a adoração aos deuses em que eles acreditavam, embora a adoração por si só já represente o culto aos deuses, e os gestos, por sua vez, representem uma ritualística exterior (que não era a adoração, de fato, mas, um complemento, uma vez que era utilizada em conjunto).
No Antigo Testamento, os deuses pagãos eram representados por ídolos (feitos, geralmente, de esculturas). No entanto, é importante salientar que todo ídolo é imagem de escultura, mas nem toda imagem de escultura é ídolo. A exemplo disso, temos o próprio Deus do Antigo Testamento, que pediu para que se fizessem anjos querubins para serem colocados nas duas extremidades da tampa da Arca da Aliança, bem como uma Serpente de Bronze, ambos imagens de esculturas e que, no entanto, não eram ídolos. Já figuras como Baal e Dagom eram ídolos, uma vez que eram imagens cultuadas (pelos pagãos) em substituição ao Deus de Israel, sendo, portanto, falsos deuses segundo os judeus.

## Adoração na Igreja Católica
A adoração na Igreja Católica tem duas formas. Uma delas é a adoração simples do próprio Deus (a forma de se reconhecer a pequenez da alma humana e louvar a Deus por sua eterna e incomparável santidade e grandeza). A adoração também assume a forma de adoração eucarística. A crença católica na transubstanciação explica-se pelo fato de que o pão e o vinho se tornam literalmente o corpo e o sangue de Jesus Cristo. É uma maneira pela qual os católicos adoram a Jesus (segunda pessoa divina da Trindade), em memória do que Ele deu. Um outro nome para a adoração é latria.

Adorar a Deus é reconhecer, com respeito e submissão absoluta, o 'nada da criatura', que só por Deus existe. Adorar a Deus é, como Maria no 'Magnificat', louvá-Lo, exaltá-Lo e humilhar-se, confessando com gratidão que Ele fez grandes coisas e que o seu Nome é santo. A adoração do Deus único liberta o homem de se fechar sobre si próprio, da escravidão do pecado e da idolatria do mundo.